# كيت كاريو
كيت كاريو (بالإنجليزية: Kate Carew)‏ هي كاريكاتيرية أمريكية، ولدت في 27 يونيو 1869 في أوكلاند في الولايات المتحدة، وتوفيت في 11 فبراير 1961.

## روابط خارجية
- كيت كاريو على موقع قاعدة بيانات برودواي على الإنترنت (الإنجليزية)